# Лейнден (Гелдерланд)
Лейнден (нід. Lijnden) — селище в нідерландській провінції Гелдерланд. Входить до муніципалітету Овербетюве.
Перша згадка про населений пункт датується 11-им сторіччям.